# Hockey op de Olympische Zomerspelen 1972
Hockey is een van de sporten die beoefend werden tijdens de Olympische Zomerspelen 1972 in München.
Er namen 16 herenteams deel aan dit toernooi.
De 16 teams werden over twee groepen verdeeld, die een halve competitie speelden, de groepwinnaars en de nummers 2 plaatsten zich voor de halve finales, nummers 3 en 4 voor de strijd om de 5de plaats.

## Heren

### Voorronde

#### Groep A
| datum       | tijd  | land           | uitslag | land           |
| ----------- | ----- | -------------- | ------- | -------------- |
| 27 augustus | 10:30 | West-Duitsland | 5 – 1   | België         |
| 27 augustus | 10:30 | Pakistan       | 3 – 0   | Frankrijk      |
| 27 augustus | 13:30 | Maleisië       | 3 – 1   | Oeganda        |
| 27 augustus | 13:30 | Spanje         | 1 – 1   | Argentinië     |
| 28 augustus | 15:00 | West-Duitsland | 1 – 0   | Maleisië       |
| 28 augustus | 15:00 | België         | 1 – 1   | Argentinië     |
| 28 augustus | 16:30 | Pakistan       | 1 – 1   | Spanje         |
| 28 augustus | 16:30 | Frankrijk      | 3 – 1   | Oeganda        |
| 29 augustus | 13:30 | Pakistan       | 3 – 1   | Oeganda        |
| 29 augustus | 15:00 | Spanje         | 0 – 0   | Maleisië       |
| 29 augustus | 15:00 | België         | 1 – 0   | Frankrijk      |
| 29 augustus | 16:30 | West-Duitsland | 2 – 1   | Argentinië     |
| 31 augustus | 14:00 | Pakistan       | 1 – 2   | West-Duitsland |
| 31 augustus | 14:00 | Argentinië     | 0 – 0   | Oeganda        |
| 31 augustus | 15:30 | Spanje         | 1 – 0   | België         |
| 31 augustus | 15:30 | Frankrijk      | 0 – 1   | Maleisië       |
| 1 september | 10:00 | Spanje         | 3 – 2   | Frankrijk      |
| 1 september | 10:00 | Pakistan       | 3 – 1   | Argentinië     |
| 1 september | 11:30 | West-Duitsland | 1 – 1   | Oeganda        |
| 1 september | 11:30 | België         | 2 – 4   | Maleisië       |
| 3 september | 10:30 | West-Duitsland | 2 – 1   | Spanje         |
| 3 september | 10:30 | Pakistan       | 3 – 0   | Maleisië       |
| 3 september | 13:00 | Frankrijk      | 1 – 0   | Argentinië     |
| 3 september | 13:00 | België         | 2 – 0   | Oeganda        |
| 4 september | 10:00 | Spanje         | 2 – 2   | Oeganda        |
| 4 september | 10:00 | Pakistan       | 3 – 1   | België         |
| 4 september | 11:30 | West-Duitsland | 4 – 0   | Frankrijk      |
| 4 september | 11:30 | Maleisië       | 1 – 0   | Argentinië     |

| Rang | Land           | Wed | W | G | V | DV | DT |    | Ptn |
| ---- | -------------- | --- | - | - | - | -- | -- | -- | --- |
| 1    | West-Duitsland | 7   | 6 | 1 | 0 | 17 | 5  | 12 | 13  |
| 2    | Pakistan       | 7   | 5 | 1 | 1 | 17 | 6  | 11 | 11  |
| 3    | Maleisië       | 7   | 4 | 1 | 2 | 9  | 7  | 2  | 9   |
| 4    | Spanje         | 7   | 2 | 4 | 1 | 9  | 8  | 1  | 8   |
| 5    | België         | 7   | 2 | 1 | 4 | 8  | 14 | -6 | 5   |
| 6    | Frankrijk      | 7   | 2 | 0 | 5 | 6  | 13 | -7 | 4   |
| 7    | Argentinië     | 7   | 0 | 3 | 4 | 4  | 9  | -5 | 3   |
| 8    | Oeganda        | 7   | 0 | 3 | 4 | 6  | 14 | -8 | 3   |

#### Groep B
| datum       | tijd  | land             | uitslag | land             |
| ----------- | ----- | ---------------- | ------- | ---------------- |
| 27 augustus | 15:00 | India            | 1 – 1   | Nederland        |
| 27 augustus | 15:00 | Kenia            | 0 – 1   | Polen            |
| 27 augustus | 16:30 | Australië        | 0 – 0   | Nieuw-Zeeland    |
| 27 augustus | 16:30 | Groot-Brittannië | 6 – 0   | Mexico           |
| 28 augustus | 10:00 | Australië        | 3 – 1   | Kenia            |
| 28 augustus | 10:00 | Nieuw-Zeeland    | 7 – 0   | Mexico           |
| 28 augustus | 11:30 | India            | 5 – 0   | Groot-Brittannië |
| 28 augustus | 11:30 | Nederland        | 4 – 2   | Polen            |
| 30 augustus | 13:30 | Polen            | 3 – 0   | Mexico           |
| 30 augustus | 15:00 | Kenia            | 1 – 5   | Nederland        |
| 30 augustus | 15:00 | Nieuw-Zeeland    | 2 – 1   | Groot-Brittannië |
| 30 augustus | 16:30 | Australië        | 1 – 3   | India            |
| 31 augustus | 10:00 | Kenia            | 0 – 2   | Groot-Brittannië |
| 31 augustus | 10:00 | India            | 2 – 2   | Polen            |
| 31 augustus | 11:30 | Nederland        | 2 – 0   | Nieuw-Zeeland    |
| 31 augustus | 11:30 | Australië        | 10 – 0  | Mexico           |
| 2 september | 10:00 | India            | 3 – 2   | Kenia            |
| 2 september | 10:00 | Nieuw-Zeeland    | 3 – 3   | Polen            |
| 2 september | 11:30 | Australië        | 1 – 1   | Groot-Brittannië |
| 2 september | 11:30 | Nederland        | 4 – 0   | Mexico           |
| 3 september | 14:30 | Nederland        | 1 – 3   | Groot-Brittannië |
| 3 september | 14:30 | Australië        | 1 – 0   | Polen            |
| 3 september | 16:00 | India            | 8 – 0   | Mexico           |
| 3 september | 16:00 | Kenia            | 2 – 2   | Nieuw-Zeeland    |
| 4 september | 14:00 | Australië        | 2 – 3   | Nederland        |
| 4 september | 14:00 | Kenia            | 2 – 1   | Mexico           |
| 4 september | 15:30 | India            | 3 – 2   | Nieuw-Zeeland    |
| 4 september | 15:30 | Groot-Brittannië | 2 – 1   | Polen            |

| Rang | Land             | Wed | W | G | V | DV | DT |     | Ptn |
| ---- | ---------------- | --- | - | - | - | -- | -- | --- | --- |
| 1    | India            | 7   | 5 | 2 | 0 | 25 | 8  | 17  | 12  |
| 2    | Nederland        | 7   | 5 | 1 | 1 | 20 | 9  | 11  | 11  |
| 3    | Groot-Brittannië | 7   | 4 | 1 | 2 | 15 | 10 | 5   | 9   |
| 4    | Australië        | 7   | 3 | 2 | 2 | 18 | 8  | 10  | 8   |
| 5    | Nieuw-Zeeland    | 7   | 2 | 3 | 2 | 16 | 11 | 5   | 7   |
| 6    | Polen            | 7   | 2 | 2 | 3 | 12 | 12 | 0   | 6   |
| 7    | Kenia            | 7   | 1 | 1 | 5 | 8  | 17 | -9  | 3   |
| 8    | Mexico           | 7   | 0 | 0 | 7 | 1  | 40 | -39 | 0   |

### Plaatsingswedstrijden

#### 15de-16de plaats
| datum       | tijd  | land    | uitslag | land   |
| ----------- | ----- | ------- | ------- | ------ |
| 7 september | 10:00 | Oeganda | 4 – 1   | Mexico |

#### 13de-14de plaats
| datum       | tijd  | land       | uitslag | land  |
| ----------- | ----- | ---------- | ------- | ----- |
| 7 september | 11:30 | Argentinië | 0 – 1   | Kenia |

#### 11de-12de plaats
| datum       | tijd  | land      | uitslag | land  |
| ----------- | ----- | --------- | ------- | ----- |
| 8 september | 16:00 | Frankrijk | 4 – 7   | Polen |

#### 9de-10de plaats
| datum       | tijd  | land   | uitslag | land          |
| ----------- | ----- | ------ | ------- | ------------- |
| 8 september | 14:00 | België | 1 – 2   | Nieuw-Zeeland |

#### 5de t/m 8ste plaats
| datum       | tijd  | land             | uitslag | land      |
| ----------- | ----- | ---------------- | ------- | --------- |
| 7 september | 14:00 | Maleisië         | 1 – 2   | Australië |
| 7 september | 16:00 | Groot-Brittannië | 2 – 0   | Spanje    |

#### 7de-8ste plaats
| datum       | tijd  | land     | uitslag | land   |
| ----------- | ----- | -------- | ------- | ------ |
| 9 september | 10:00 | Maleisië | 1 – 2   | Spanje |

#### 5de-6de plaats
| datum       | tijd  | land      | uitslag | land             |
| ----------- | ----- | --------- | ------- | ---------------- |
| 9 september | 11:30 | Australië | 2 – 1   | Groot-Brittannië |

### Halve Finales
| datum       | tijd  | land           | uitslag | land      |
| ----------- | ----- | -------------- | ------- | --------- |
| 8 september | 10:00 | West-Duitsland | 3 – 0   | Nederland |
| 8 september | 11:30 | Pakistan       | 2 – 0   | India     |

### Bronzen Finale
| datum        | tijd  | land      | uitslag | land  |
| ------------ | ----- | --------- | ------- | ----- |
| 10 september | 10:00 | Nederland | 1 – 2   | India |

### Finale
| datum        | tijd  | land           | uitslag | land     |
| ------------ | ----- | -------------- | ------- | -------- |
| 10 september | 12:00 | West-Duitsland | 1 – 0   | Pakistan |

### Eindrangschikking
| rang   | land | sporter(s) |
| ------ | ---- | --- |
| Goud   | FRG  | Wolfgang Baumgart, Horst Dröse, Dieter Freise, Werner Kaessmann, Carsten Keller, Detlev Kittstein, Ulrich Klaes, Michael Krause, Peter Kraus, Michael Peter, Wolfgang Rott, Fritz Schmidt, Rainer Seifert, Wolfgang Strödter, Eckardt Suhl, Eduard Thelen, Peter Trump, Uli Vos                                                               |
| Zilver | PAK  | Iftikhar Ahmed, Riaz Ahmed, Rasool Akhtar, Saeed Anwar, Mudassar Asghar, Jahangir Butt, Islahud Din, Akhtarul Islam, Mohammad Asad Malik, Abdul Rashid, Fezalur Rehman, Muhammad Shahnaz, Saleem Sherwani, Mohammad Zahid, Munawarux Zaman |
| Brons  | IND  | Ajitpal Singh, Ashok Kumar, Govinda Billimogaputtaswamy, Cornelius Charles, Harbinder Singh, Harcharan Singh, Harmik Singh, Kulwant Singh, Manuel Frederick, Michael Kindo, Ganesh Mollerapoovayya, Mukhbain Singh, Perumal Krishnamurthy, Virinder Singh                                                                                     |
| 4      | NED  | André Bolhuis, Jan Willem Buij, Marinus Dijkerman, Thijs Kaanders, Coen Kranenberg, Ties Kruize, Wouter Leefers, Flip van Lidth de Jeude, Paul Litjens, Irving van Nes, Maarten Sikking, Frans Spits, Nico Spits, Bart Taminiau, Kik Thole, Piet Weemers, Jeroen Zweerts, Paul Brauckmann                                                     |
| 5      | AUS  | Robert Andrew, Gregory Browning, Ric Charlesworth, Paul Dearing, Brian Glencross, Thomas Golder, Robert Haigh, Wayne Hammond, James Mason, Terry McAskell, Patrick Nilan, Desmond Piper, Graham Reid, Ronald Riley, Donald Smart, Donald Wilson                                                                                               |
| 6      | GBR  | Joe Ahmad, Michael Corby, Bernard Cotton, Michael Crowe, Anthony Ekins, Graham Evans, John French, Terry Gregg, Dennis Hay, Chris Langhorne, Peter Marsh, Peter Mills, Richard Oliver, Rui Saldanha, David Austin Savage, Keith Sinclair, Paul Svehlik                                                                                        |
| 7      | MAS  | Balasingam Singaram, Francis Belavantheran, Franco Luis d'Cruz, Sewa Harnahal, Bin Zainal Khairuddin, Murugesan Mahendran, Razali Yeop Omar Mohd, Ramalingam Pathmarajah, Phang Poh Meng, Brian Santa Maria, Naganathy Srishanmuganathan, Sulaiman Saibot, Wong Choon Hin, Yang Siow-Ming, Sayed Samat                                        |
| 8      | ESP  | José Alustiza, Francisco Amat, Jaime Amat, Juan Amat, Jaime Arbos, Juan Arbos, José Borrell, Jorge Camina, Alberto Carrera, Augustín Churruca, Francisco Fábregas, Jorge Fábregas, Antonio Nogues, Juan Quintana, Ramón Quintana, José Salles, Francisco Segura, Luis Touse                                                                   |
| 9      | NZL  | Jeff Archibald, Jan Borren, Arthur Borren, John Christensen, Greg Dayman, Chris Ineson, Ross McPherson, Barry Maister, Selwyn Maister, Arthur Parkin, Ramesh Patel, Alan Patterson, Kevin Rigby, Edwin Salmon, Warwick Wright |
| 10     | BEL  | Charly Bouvy, Jean-Marie Buisset, Philippe Collin, Michel de Saedeleer, Michel Deville, Daniel Dupont, Patrick Gillard, Jean-François Gilles, Marc Legros, Guy Miserque, Jean-Claude Moraux, Raoul Ronsmans, Armand Solie, Eric Stoupel, Jean Toussaint, Carl-Eric Vanderborght, Jean-André Zembsch                                           |
| 11     | POL  | Jerzy Choroba, Aleksander Ciążyński, Bolesław Czaiński, Jerzy Czajka, Henryk Grotowski, Stanisław Iskrzyński, Zbigniew Juszczak, Stanisław Kasprzyk, Stanisław Kaźmierczak, Marek Kruś, Zbigniew Łój, Włodzimierz Matuszyński, Stefan Otulakowski, Ryszard Twardowski, Stanisław Wegnerski, Aleksander Wrona, Józef Wybieralski, Witold Ziaja |
| 12     | FRA  | Patrick Burtschell, Gilles Capelle, Marc Chapon, Georges Corbel, Francis Coutou, Jean-Luc Darfeuille, Georges Grain, Thierry Hauet, Christian Honneger, Yves Langlois, Olivier Moreau, Eric Pitau, Charles Pous, Marc Remise, Pierre Roussel, Jean-Paul Sauthier, Alain Tétard                                                                |
| 13     | KEN  | Silvester Ashioya, Resham Bains, Taklochan Channa, Brajinder Daved, Davinder Deegan, Philip D'Souza, Leo Fernandes, Jagjit Kular, Ajmal Malik, Amarjeet Marwa, Harvinder Marwa, Surjeet Panesar, Reynold Pereira, Surjit Rihal, Jarmel Rooprai, Ranjit Sehmi, Harvinderpal Sibia, Avtar Sohal                                                 |
| 14     | ARG  | Ernesto Barreiros, Fernando Calp, Julio Cufré, Flavio De Giacomo, Gerardo Lorenzo, Héctor Marinoni, Osvaldo Monti, Jorge Piccioli, Daniel Portugués, Alfredo Quacquarini, Horacio Rognoni, Julio Segolini, Alberto Sabbione, Jorge Sabbione, Gabriel Scally, Ovidio Sodor                                                                     |
| 15     | UGA  | Ajit Singh, Amarjit Sandhu, Avtar Singh, Elly Kitamireke, George Moraes, Herbert Kajumba, Isaac Chirwa, Jagdish Kapoor, Joseph Kagimu, Lajinder Sandhu, Malkit Singh, Matharu Ajaib, Paul Adiga, Poly Pereira, Singh Kuldip, Upkar Kapoor, Willie Lobo                                                                                        |
| 16     | MEX  | Juan Calderón, Victor Contreras, Manuel Fernández, Enrique Filoteo, Noel Gutiérrez, José Huacuja, Oscar Huacuja, José Mascaro, Adán Noriega, Manuel Noriega, José Partida, Francisco Ramírez, David Sevilla, Ruben Vasconcelos, Javier Varela, Héctor Ventura, Orlando Ventura                                                                |

Londen 1908 · 
Antwerpen 1920 · 
Amsterdam 1928 · 
Los Angeles 1932 · 
Berlijn 1936 · 
Londen 1948 · 
Helsinki 1952 · 
Melbourne 1956 · 
Rome 1960 · 
Tokio 1964 · 
Mexico-stad 1968 · 
München 1972 · 
Montréal 1976 · 
Moskou 1980 · 
Los Angeles 1984 · 
Seoel 1988 · 
Barcelona 1992 · 
Atlanta 1996 · 
Sydney 2000 · 
Athene 2004 · 
Peking 2008 · 
Londen 2012 · 
Rio de Janeiro 2016 · 
Tokio 2020 · 
Parijs 2024 · 
Los Angeles 2028 
Medaillewinnaars
Atletiek · Badminton (demonstratie) · Basketbal · Boksen · Boogschieten · Gewichtheffen · Handbal · Hockey · Judo · Kanovaren · Moderne vijfkamp · Paardensport · Roeien · Schermen · Schietsport · Schoonspringen · Turnen · Voetbal · Volleybal · Waterpolo · Waterskiën (demonstratie) · Wielersport · Worstelen · Zeilen · Zwemmen